# Кюмердяк
Кюмердяк (баш. Көмәрҙәк) — горный хребет на Южном Урале. Находится на территории Белорецкого района Башкортостана.
Хребет растянулся субмеридионально по правобережью реки Юрюзань от широты истока реки Б.Инзер до широты реки Цыбров Ключ в Белорецком районе Башкортостана. Длина хребта около 17 км, ширина — 4 км, высота — 1354 м. В районе хребта выделяются 3 вершины высотами более 1000 м.
Хребет состоит из кварцитопесчаников зигальгинской свиты среднего рифея. Дает начало реке Большой Инзер, притокам рек Юрюзань и Тирлян. Проявляется высотная поясность ландшафтов. Западные склоны хребта относятся к заповеднику «Южно-Уральский».